# Bromus kalmii
Bromus kalmii es una especie herbácea perenne perteneciente a la familia de las gramíneas (Poaceae).

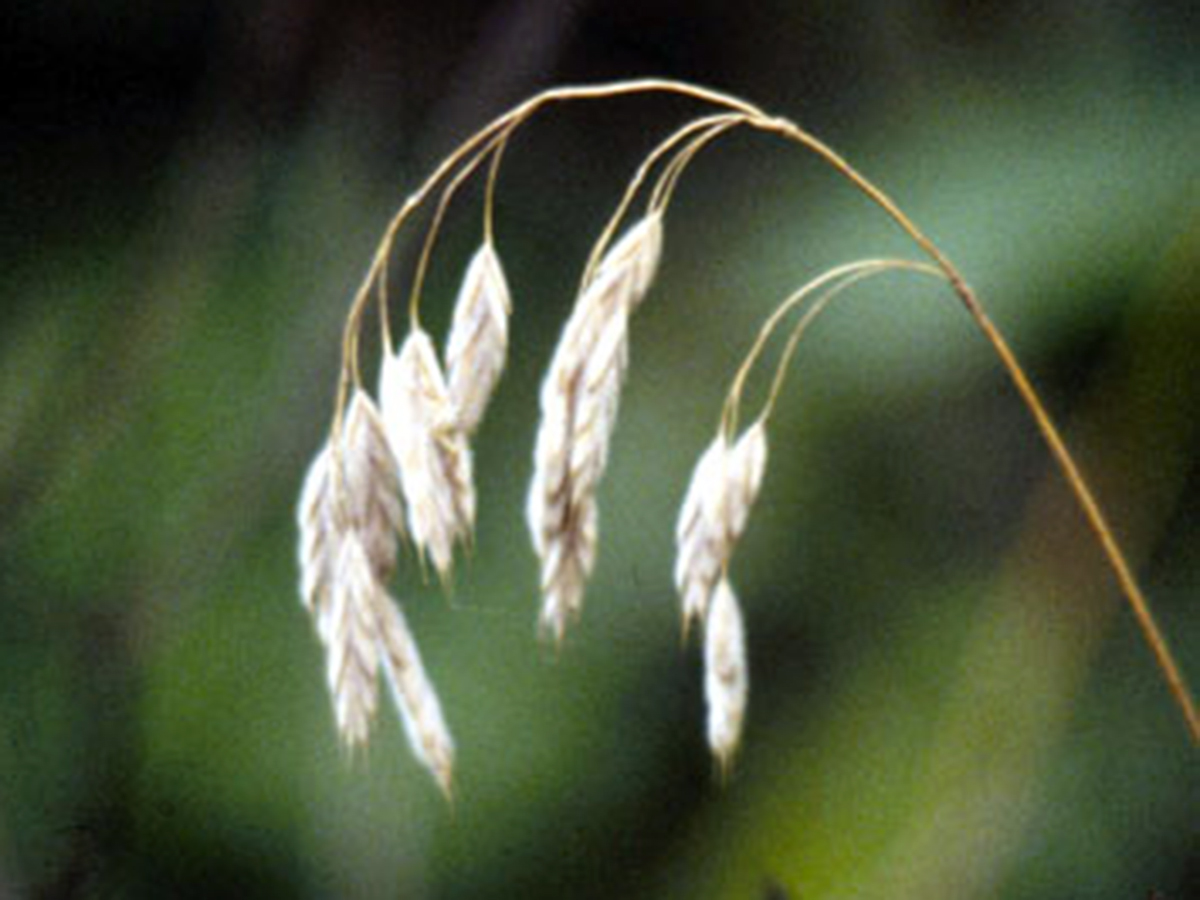
Espigas

## Descripción
Es una planta perenne de corta duración de unos 60 cm de alto y no ramificada. Forma matas de hojas  y produce tallos con flores. Cada tallo es verde, delgado y redondo en sección transversal, o bien es glabra, poco peludo, o ligeramente pubescentes. Los nodos de los tallos son generalmente pubescentes. Cada tallo tiene 3-5 hojas alternas a lo largo de su longitud en el momento de floración. La hoja de cada hoja caulinar es  azul grisáceo, lineal y plana o enrollada hacia arriba a lo largo de los márgenes. La superficie superior de cada lámina de la hoja está en su mayoría sin pelo, aunque los pelos largos están a menudo presentes cerca de sus márgenes o a lo largo de la vena central de su cara inferior. Los márgenes de la lámina de la hoja son suaves en apariencia, pero áspera al tacto. Cada hoja tiene una vaina abierta que es azul grisáceo y generalmente muy peluda o pubescentes.

## Distribución y hábitat
Bromus kalmii  es nativa del norte-centro y noreste de Estados Unidos, la Región de los Grandes Lagos y el este de Canadá.

## Taxonomía
Bromus kalmii fue descrita por  Asa Gray y publicado en A Manual of the Botany of the Northern United States 600. 1848.
Etimología
Bromus: nombre genérico que deriva del griego bromos = (avena), o de broma = (alimento).
kalmii: epíteto otorgado en honor del botánico Pehr Kalm.
Sinonimia
- Bromopsis kalmii (A.Gray) Holub
- Bromus ciliatus var. purgans (L.) A.Gray
- Bromus hookeri E. Fourn.
- Bromus hookeri var. hookeri
- Bromus imperialis Steud.
- Bromus malacanthus Trin. ex Griseb.
- Bromus purgansL.
- Bromus steudelii Frank ex Steud.
- Forasaccus purgans (L.) Lunell
- Zerna purgans (L.) Henrard[4][5]